# 오이 겐타로 (정치인)
오오이 켄타로(일본어: 大井 憲太郎: 1843년 9월 2일(음력 천포 14년 8월 10일)-1922년 10월 15일)는 일본의 정치가, 법률가다. 자유민권운동가로서 중의원의원을 역임했다.
1843년 9월 3일(음력 천보 14년 8월 10일) 부젠국 우사군 高並촌(현 오이타현 우사시)에서 농민 집안의 3남으로 출생. 본래는 高並씨였다. 어려서 초보적 수준의 한학을 배우고 1863년(분큐 3년) 나가사키에서 난학과 영어를 배우고 오오이 보쿠신의 의형제가 되어 오오이의 성을 자칭한다. 에도에 상경해 불어와 화학을 배우고 에도 막부의 개성소 사밀국에 출사한다. 보신 전쟁 당시 막군 포병대에 속해 관군과 싸웠다. 그 즈음 정교회의 세례를 받아 정교회 신자가 되었다.
메이지 유신 이후인 1869년(메이지 2년) 미츠쿠리 린쇼에게 배우고 대학남교에 입학했다. 1874년(메이지 7년), 민찬참의원 설립을 두고 카토 히로유키와 논쟁한다. 1875년(메이지 8년) 원로원 서기관이 되었다가 이듬해 면관된다. 관료생활을 그만두게 된 뒤 애국사 창립에 참여하고 그 뒤 변호사로 변신, 자유민권운동 급진파 지도자로 활동한다. 1877년(메이지 10년) 의형 오오이 보쿠신의 양자로 입적된다.
1881년(메이지 14년) 6월, 불교단체의 무고로 사체가 발굴된 정교회 신자를 위한 변론활동을 하여 대심원에서 승소했다. 1882년(메이지 15년) 자유당에 입당했다. 1884년(메이지 14년) 치치부 곤민당을 지도한다. 1885년(메이지 18년) 조선의 내정개혁을 도모한 오사카 사건을 일으켜 체포되고 징역 9년을 선고받는다.
1889년(메이지 22년) 특사를 받아 출옥한다. 나카에 조민 등과 함께 구 자유당 세력 재규합을 시도하여 1890년(메이지 23년) 입헌자유당을 결성한다. 하지만 1892년(메이지 25년) 11월 탈당하고 동양자유당을 창당한다. 오오이는 보통선거를 주장하는 동시에 일본노동협회・소작조례조사위원회를 설립했다. 1893년(메이지 26년) 동양자유당을 해산하고 이듬해 열린 제3회 중의원의원 총선거에 오사카 3구 지역구에서 출마해 당선된다. 오오이는 병략상략을 병행하여 부국을 도모한 일본이야말로 아시아 혁신의 지도자가 되어야 한다고 주장했다. 이에 감동한 사업가 우메야 쇼키치가 1894년(메이지 27년) 오오이에게 남양무역과 이민계획을 제안했고, 이에 동참한 오오이는 싱가포르를 시찰하고 1898년(메이지 31년)에는 도쿄에서 남양무역상회를 경영했다. 같은 해 자유당과 진보당이 합병하여 헌정당을 결성하자 참여하여 헌정당 총무를 맡았다.
1899년(메이지 32년) 가타야마 센 등과 보통선거기성동맹회를 결성, 보선운동에 시종일관 임하였다. 만년에는 남만주철도주식회사와 결탁해 대외강경론자로 표변했다. 1922년(다이쇼 11년) 10월 15일 향년 79세로 사망. 도쿄의 정교회 성당인 니콜라이당에서 장례를 치렀다.
저서로 『시사요론』(時事要論), 『자유략론』(自由略論)이 있다.

## 참고 자료
- 朝日日本歴史人物事典　朝日新聞社　1994年 ISBN 978-4-02-340052-8
- 牛丸康夫 (1978). 《日本正教史》. 日本ハリストス正教会教団府主教庁. 다음 글자 무시됨: ‘和書’ (도움말)
- 高橋賢 (2013). “大井憲太郎と南洋貿易”. 《愛知大学綜合郷土研究所紀要》 (愛知大学綜合郷土研究所) (58): 191–204. NAID 120005288960. 다음 글자 무시됨: ‘和書’ (도움말)
- 福島新吾 (1968). 〈大井憲太郎関係年表〉. 《馬城大井憲太郎伝 別冊》. 風媒社. 95–114쪽. 다음 글자 무시됨: ‘和書’ (도움말)